# Louvencourt
Louvencourt là một xã ở tỉnh Somme, vùng Hauts-de-France, Pháp.
Thị trấn này tọa lạc 16 dặm Anh về phía đồng bắc của Amiens, trên đường D938.

## Dân số
| 1962                                                         | 1968 | 1975 | 1982 | 1990 | 1999 |
| ------------------------------------------------------------ | ---- | ---- | ---- | ---- | ---- |
| 274                                                          | 304  | 306  | 283  | 259  | 264  |
| Số liệu điều tra dân số từ năm 1962, dân số không tính trùng |      |      |      |      |      |